# Alfred Schön
Alfred Schön (Wiesloch, 12 de janeiro de 1962) é um ex-futebolista profissional alemão que atuava como meia.

## Carreira
Alfred Schön se profissionalizou no SV Waldhof Mannheim.

## Seleção
Alfred Schön integrou a Seleção Alemã-Ocidental de Futebol nos Jogos Olímpicos de Verão de 1984, em Los Angeles.